# منتخب أوكرانيا تحت 19 سنة لكرة القدم للسيدات
منتخب أوكرانيا تحت 19 سنة لكرة القدم للسيدات هو ممثل أوكرانيا الرسمي في المنافسات الدولية في كرة القدم في فئة كرة قدم تحت 19 سنة للسيدات، يديريه اتحاد أوكرانيا لكرة القدم.